# 苏霍韦尔科沃
苏霍韦尔科沃（羅馬化：Sukhoverkovo）是俄罗斯特维尔州的市级镇，为该州加里宁区规模最小的市级镇。地处特维尔州中南部，位于区行政中心及州府特维尔西南方，靠近特维尔州与莫斯科州的州界。附近较大聚居地除州府特维尔外有列德基诺镇，以及莫斯科州的洛托希诺镇。
该地2022年人口有609人；2010年人口670；2002年人口729；1989年人口973。